# Indra Puri
Indra Puri is een bestuurslaag in het regentschap Aceh Besar van de provincie Atjeh, Indonesië. Indra Puri telt 253 inwoners (volkstelling 2010).